# Marc Degener
Marc Degener (* 8. Juni 1963; † 26. Dezember 2004 in Khao Lak, Thailand) war ein deutscher Schauspieler und Synchronsprecher.

## Leben und Wirken

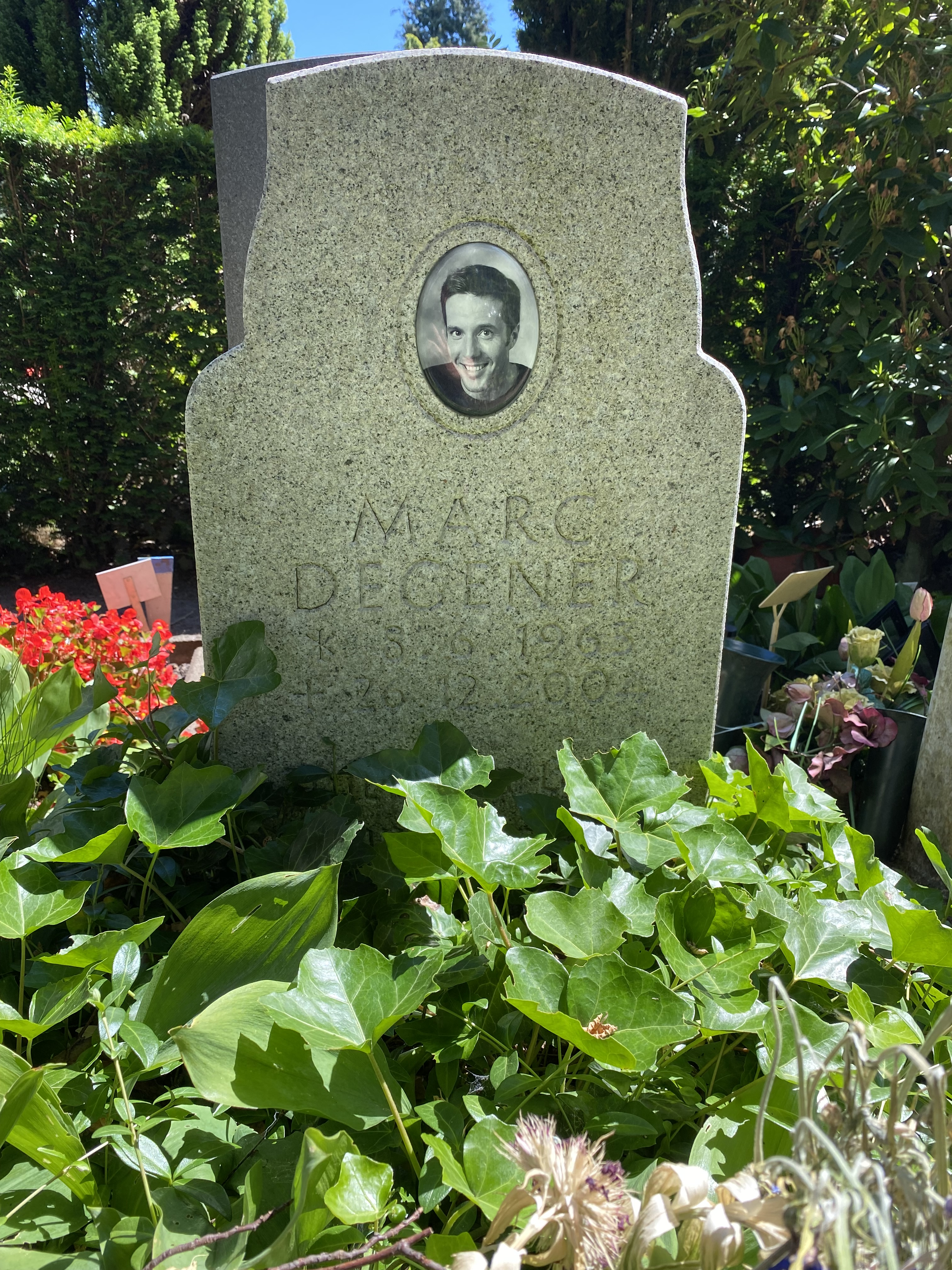
Grabstätte

Marc Degener absolvierte eine Schauspielausbildung und war bis zu seinem Tod Mitglied im Ernst-Deutsch-Theater in Hamburg. Dort spielte Degener etwa 1992 in der Inszenierung von Molières Die Schule der Frauen mit.
In den 1990er-Jahren war er in einigen deutschen Fernsehserien zu sehen, darunter in Zwei Münchner in Hamburg (1989–1993) und Freunde fürs Leben (1992–2001).  
Seit den späten 1980er-Jahren war er umfassend in der Film- und Fernsehsynchronisation aktiv. Er sprach vor allem Episodenrollen oder wiederkehrende Nebenrollen in Serien, wie Captain Planet (1990–1996), Ein schrecklich nettes Haus (1995–1999), Dead Zone (2002–2007) oder auch King of Queens (1998–2007).
Marc Degener starb 2004 beim Tsunami in Thailand im Familienurlaub. Er war mit der deutschen Schauspielerin und Synchronsprecherin Tina Eschmann (* 1966) verheiratet, mit der er zwei Kinder hatte. Seine Tochter Alina Degener (* 1995) ist ebenfalls als Synchronsprecherin aktiv. Marc Degener wurde auf dem Friedhof Bernadottestraße im Hamburger Stadtteil Ottensen beigesetzt.

## Synchronisation

### Filme (Auswahl)
- 1992: Joey Sagal als Bubbah in Out of Blood
- 1996: Robert Kerbeck als Mather in Skyscraper
- 1998: Frank Zagarino als Ernest Gray / Napoleon in The Company Man
- 2003: Michael Sorvino als Federal Soldier in Gods and Generals

### Serien (Auswahl)
- 1985–1992: George Clooney als Bobby Hopkins in Golden Girls (2x24)
- 1990–1996: Neil Patrick Harris als Todd Andrews in Captain Planet (3x11) [Zeichentrick]
- 1995–1999: Kobe Bryant als Kobe Bryant in Ein schrecklich nettes Haus (4x2)
- 1998–2000: Rene Naufahu als Mauriri Lepau in Jack London: Abenteuer Südsee
- 2003–2004: Wren T. Brown als Cortney Rea in Whoopi

## Hörspiele (Auswahl)
- 1989: Klaus Modick: Im Moos (Lukas Ohlburg, Student) – Bearbeitung und Regie: Stephan Schwartz (Hörspiel – NDR)